# Departamento de Viticultura y Enología de la Universidad de California en Davis
El Departamento de Viticultura y Enología en la Universidad de California, Davis, localizada en Davis, California, ofrece pregrados y postgrados en las áreas de cultivo de uva y el vino. Situado a tan sólo 45 minutos de Napa, Country Wine, el departamento tiene fuertes conexiones con los productores de vino en California y en otros lugares. El departamento ha producido muchos de los notables enólogos de la industria vinícola de California.

## Historia
El Departamento de Viticultura y Enología en UC Davis celebró su 125 aniversario en 2005. 
Fundada en 1880 por mandato de la Legislatura de California, el propósito del departamento era el de establecer un centro de investigación para ayudar al desarrollo de la industria del vino de California. Originalmente estaba situado en el campus de la Universidad de California, Berkeley, el departamento pero se cerró en 1919 con el paso de una ley de prohibición. El departamento fue restablecido en 1935 en el campus de Davis tras la derogación de la prohibición. 
Hoy en día, el departamento incluye una bodega piloto y dos viñedos de investigación (uno ubicado en el campus principal, y uno situado en el valle de Napa). En el año 2001 Robert Mondavi donó 25 millones de dólares al el departamento para el establecimiento del Instituto de Vino y Ciencia de los Alimentos Robert, que comenzó en 2005 (programado para completarse en el verano de 2008 e inaugurarse en Otoño de 2008).